# Wicker man
Een wicker man ("rijshouten pop") is een groot rijshouten mensfiguur dat volgens Julius Caesar (Commentarii de Bello Gallico) door Keltische druïden zou zijn gebruikt voor mensenoffers. Er bestaat verder geen bewijs voor Caesars bewering en men gaat er tegenwoordig veelal van uit dat het propagandistische overdrijving betrof.
Tegenwoordig speelt de wicker man een rol in neopaganistische rituelen. De huidige interesse in de wicker man is mogelijk veroorzaakt door de Britse film The Wicker Man uit 1973.

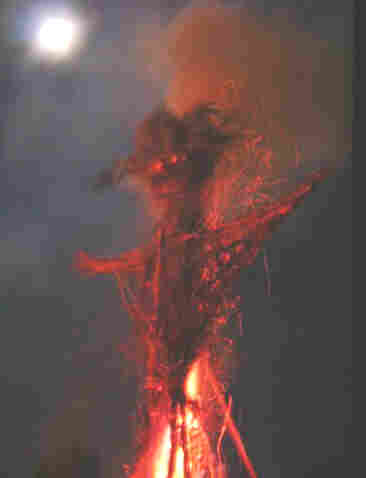
Brandende wicker man in Saratoga Springs, VS
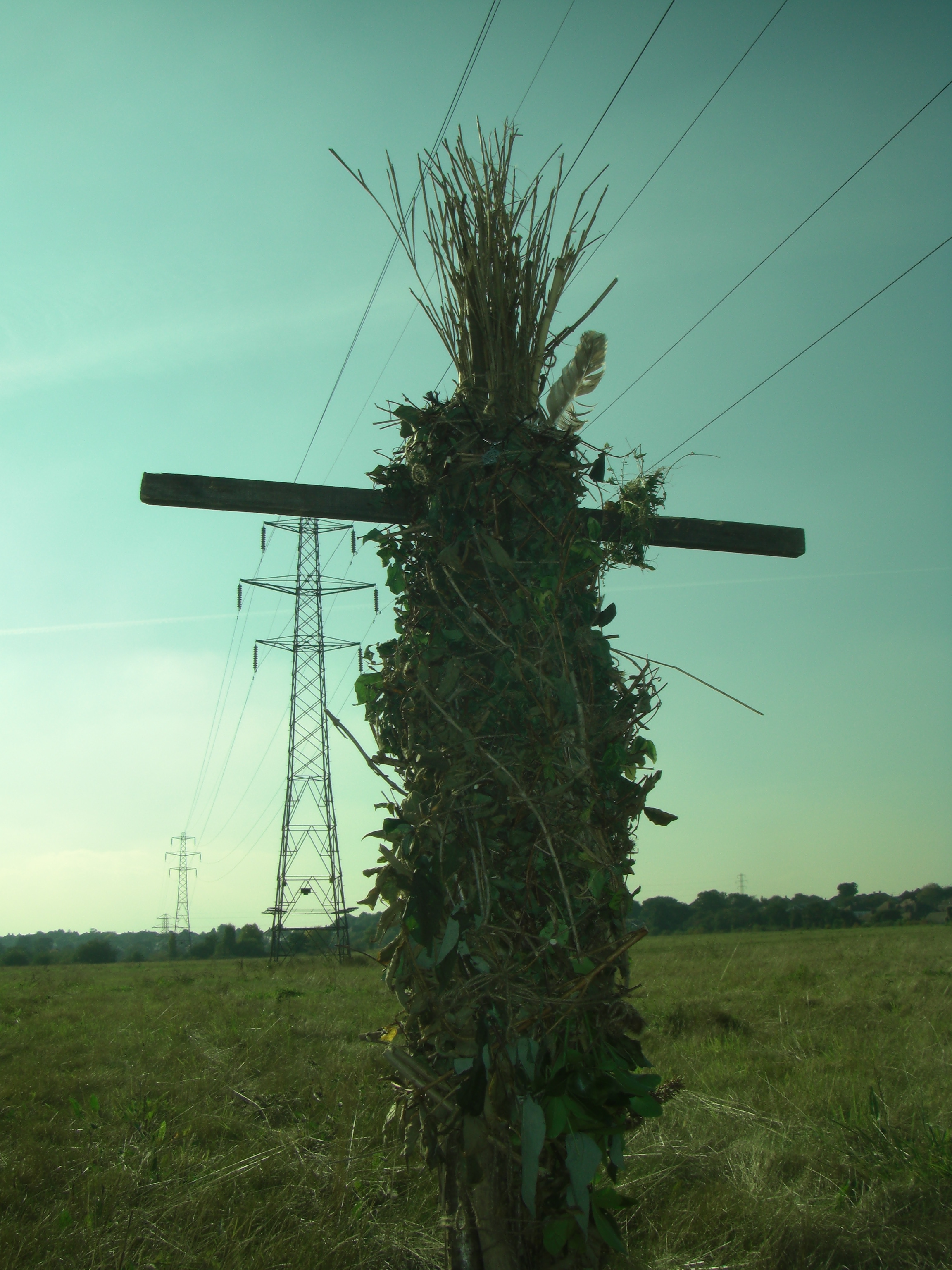
De wicker man als bescherming in het veld
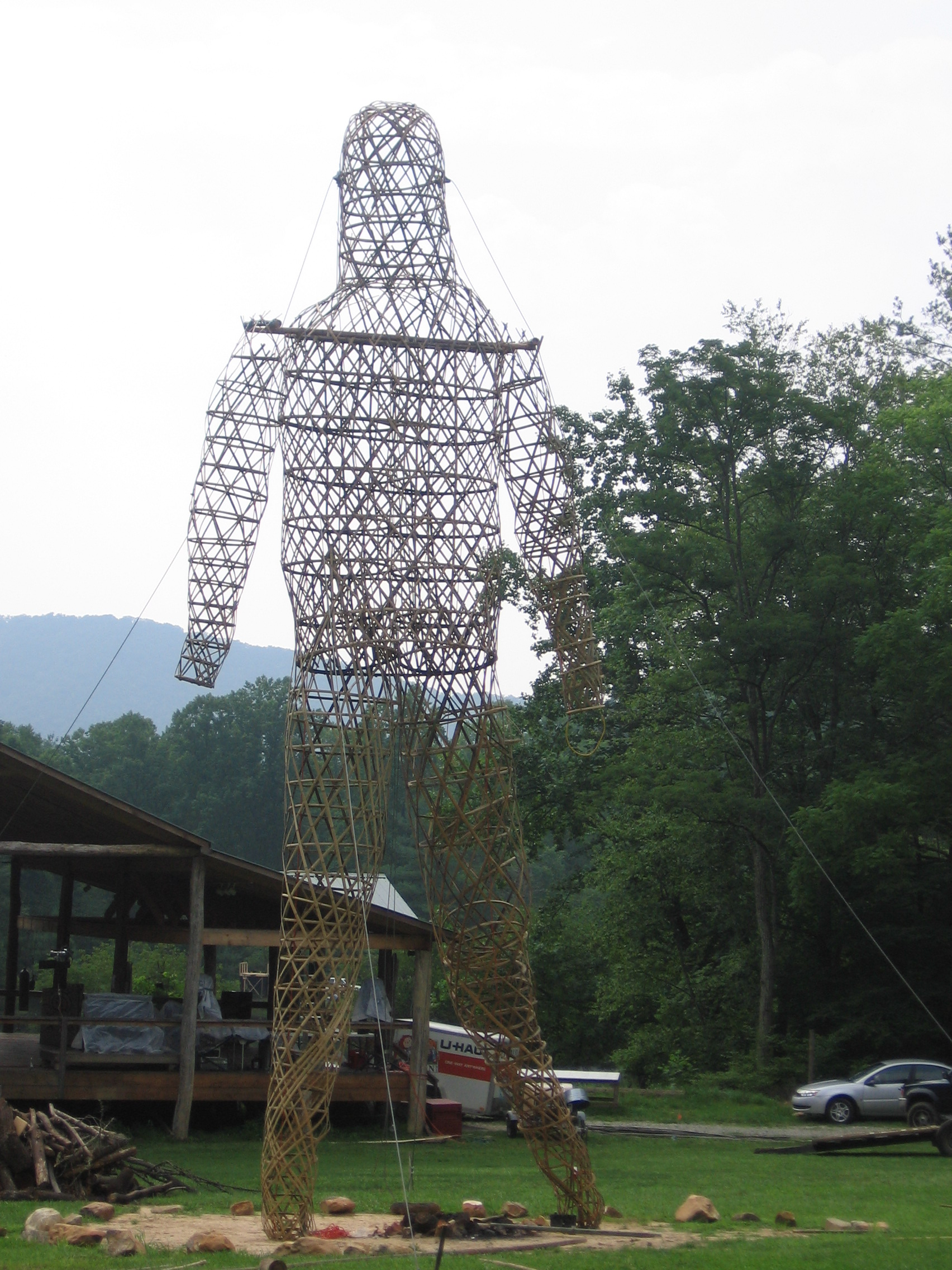
Bamboozler, de wicker man in Noord-Carolina, VS